# Teretistris fornsi
El pechero, reinita de oriente o chipe de oriente (Teretistris fornsi) es una especie de ave paseriforme de la familia Teretistridae endémica de Cuba

## Taxonomía
Anteriormente se ubicaba en la familia Parulidae, pero en la actualidad se clasifica en la familia Teretistridae, que es endémica de Cuba. Comparte su género únicamente con otra especie, Teretistris fernandinae. 
En griego Teretistris significa “fino o delicado” y fornsi en latín “dedicado a Forns”. En el oriente de Cuba esta especie es llamada pechero por su pecho amarillo. En el idioma taino, este y otros parulidae eran llamados bijiritas, que junto con chinchillita son los nombres comunes del grupo en Cuba. .

## Distribución
Teretistris fornsi es una chinchillita común en la parte centro-oriental de Cuba de donde es endémica, pero se está expandiendo hacia el occidente del país, llegando hasta Matanzas por la costa norte. Vive en bosques y matorrales a cualquier elevación. Nunca cohabita con la especie hermana Teretistris fernandinae.

## Descripción
El pechero mide cerca de 13 cm de largo. Ambos sexos son de igual apariencia. El píleo, la nuca, la espalda, la rabadilla, las alas y la cola son grises. La cara, los lados del cuello y las partes inferiores son amarillos, excepto la parte baja del abdomen y anal que son blanco grisáceas. Suele reunirse en bandos chillones, en vuelo corto. No son asustadizos. Registran la vegetación a baja altura y el suelo en busca de insectos, arañas y lagartijitas.

## Nido
Anida de marzo a julio sobre ramas finas horizontales o sobre epifitas. Hacen el nido en forma de cuenco, con raíces finas, hierbas y fibras. Ponen dos o tres huevos que miden 2 cm de largo por 1,4 cm de ancho, son blancuzco azulados y en el extremo más ancho tienen manchas pequeñas de color castaño rojizo y moradas. 